# Hiroyuki Nishijima
Hiroyuki Nishijima (japanisch 西嶋 弘之 Nishijima Hiroyuki; * 7. April 1982 in der Präfektur Nara) ist ein ehemaliger japanischer Fußballspieler.

## Karriere
Nishijima erlernte das Fußballspielen in der Schulmannschaft der Nara Ikuei High School. Seinen ersten Vertrag unterschrieb er 2001 bei den Sanfrecce Hiroshima. Der Verein spielte in der höchsten Liga des Landes, der J1 League. Am Ende der Saison 2002 stieg der Verein in die J2 League ab. 2004 wechselte er zum Erstligisten Vissel Kobe. Im September 2004 wechselte er zum Zweitligisten Consadole Sapporo. 2007 wurde er mit dem Verein Meister der J2 League und stieg in die J1 League auf. Am Ende der Saison 2008 stieg der Verein wieder in die J2 League ab. Für den Verein absolvierte er 203 Ligaspiele. 2011 wechselte er zum Ligakonkurrenten Tokushima Vortis. Für den Verein absolvierte er 63 Ligaspiele. 2013 wechselte er zum Ligakonkurrenten Yokohama FC. Für den Verein absolvierte er 20 Ligaspiele. 2015 wechselte er zum Ligakonkurrenten Giravanz Kitakyushu. Am Ende der Saison 2016 stieg der Verein in die J3 League ab. Für den Verein absolvierte er 60 Ligaspiele. Ende 2017 beendete er seine Karriere als Fußballspieler.